# Phaonia mimincana
Phaonia mimincana är en tvåvingeart som beskrevs av Feng och Ma 1994. Phaonia mimincana ingår i släktet Phaonia och familjen husflugor.
Artens utbredningsområde är Sichuan (Kina). Inga underarter finns listade i Catalogue of Life.